# Veľký Meder
Veľký Meder és una ciutat d'Eslovàquia. Es troba a la regió de Trnava, a 25 km de Bratislava.

## Història
La primera menció escrita de la vila es remunta al 1268.

## Demografia
| Godina             | 1994 | 2004   | 2014   | 2024   |
| ------------------ | ---- | ------ | ------ | ------ |
| Nombre de persones | 9311 | 8933   | 8763   | 8204   |
| Diferència         |      | −4,05% | −1,90% | −6,37% |

| Godina             | 2023 | 2024   |
| ------------------ | ---- | ------ |
| Nombre de persones | 8254 | 8204   |
| Diferència         |      | −0,60% |

## Ciutats agermanades
- Bácsalmás, Hongria